# Nycteola notata
Nycteola notata är en fjärilsart som beskrevs av Sheldon 1919. Nycteola notata ingår i släktet Nycteola och familjen trågspinnare. Inga underarter finns listade i Catalogue of Life.